# 128e régiment d'infanterie (France)
Pour les articles homonymes, voir 128e régiment.
Le 128e régiment d'infanterie (128e RI) est un régiment d'infanterie de l'Armée de terre française.
Il est d'abord créé sous la Révolution sous le nom de la 128e demi-brigade de première formation. Recréé en 1811 comme régiment d'infanterie de ligne puis dissout en 1814, à la fin des guerres napoléoniennes, il est recréé en 1873. Il participe à la Première Guerre mondiale et à la Seconde. Recréé comme bataillon en 1959, il est dissout à l'issue de la guerre d'Algérie et ses traditions sont reprises par le 30e groupement de camp.

## Création et différentes dénominations
- 1794 : création de la 128e demi-brigade de bataille, constituée des unités suivantes :
  - 2e bataillon du 68e régiment d'infanterie
  - 2e bataillon de volontaires de l'Eure
  - 6e bataillon de volontaires de l'Oise.
- 1796 :Dissoute, versée dans la 7e demi-brigade d'infanterie de ligne
- 1811 : création du 128e régiment d'infanterie de ligne lors de l'annexion des côtes nord ouest de l'Allemagne, à partir de la garde de Brême, et de conscrits des départements des Bouches-du-Weser, des Bouches-de-l'Elbe et de l'Ems-Supérieur.
- 1814 : dissolution
- 1870 : création du 128e régiment d'infanterie de ligne à partir du 28e régiment de marche d'infanterie en octobre
- 1871 : fusion dans le 28e régiment d'infanterie de ligne
- 1873 : création du 128e régiment d'infanterie de ligne.
- 1882 : 128e régiment d'infanterie.
- 1914 : À la mobilisation, il met sur pied son régiment de réserve, le 328e régiment d'infanterie
- 1920: Dissous (traditions gardées par le 51e RI).
- 1939: 128e régiment d'infanterie de forteresse.
- 1940: Dissous.
- 1959: 128e bataillon d'infanterie.
- 1962: Dissous (traditions gardées par le 30e groupement du camp du Bitche).
- 2000 : Dissolution du groupement de camp le 6 juin 2000

## Colonels/chef-de-brigade

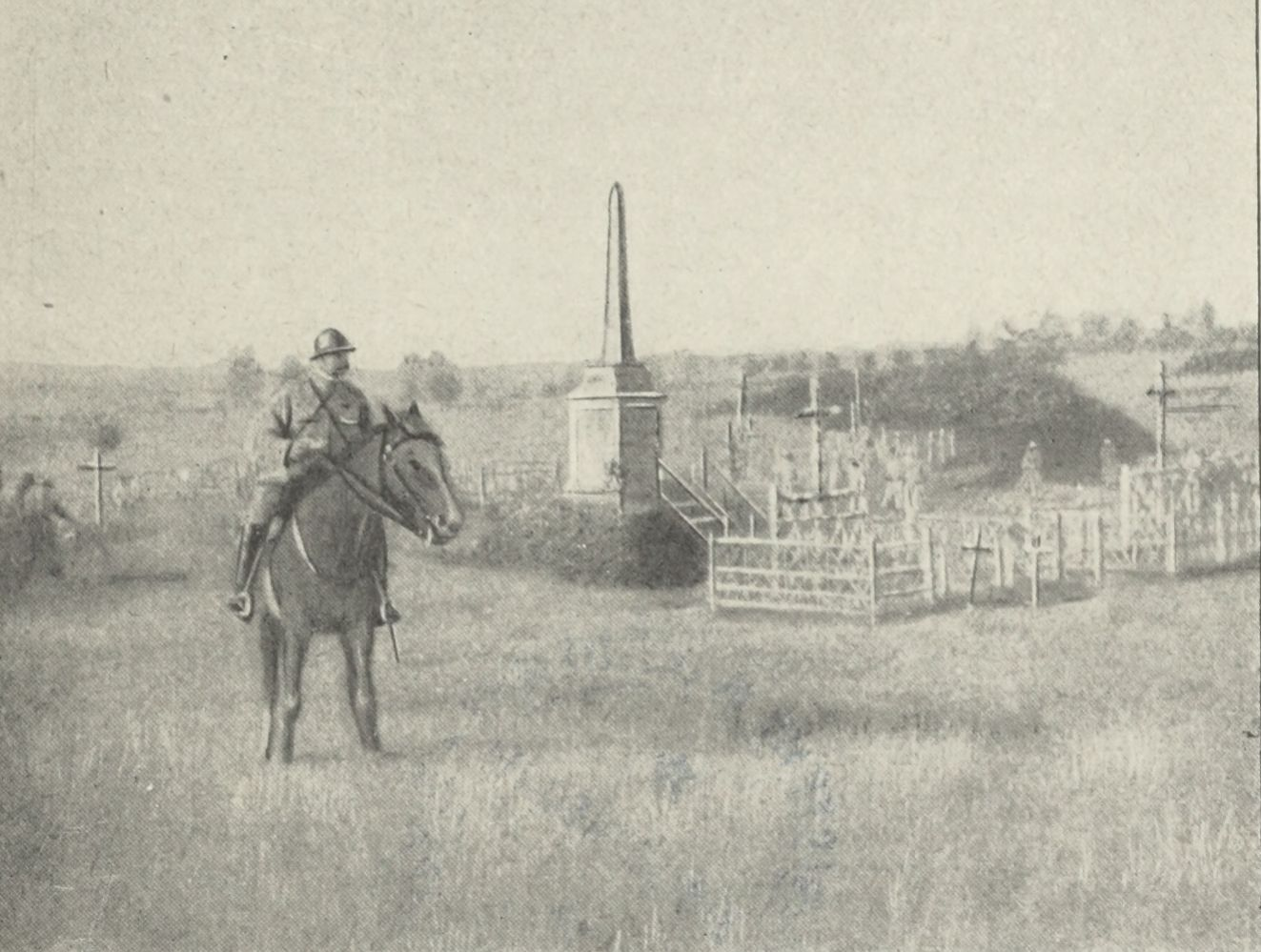
Le lieutenant-colonel Berthoin en juin 1917 à Maurupt-le-Montois.

- 1794 : chef de brigade Richard Chabert
- 1794 : chef de brigade Gaspard Chabert (*)
- 1795 : chef de brigade Coliny
- 1811 : colonel Jacob Metzinger
- 1813 : colonel Jean Corvinus
- 1874-1880 : colonel Emile Marie François Eugène De Hay Durand
- 1881-1884 : colonel Ange Laurent Giovanninelli
- 1885-1887 : colonel Alfred Auguste Vaton.
- 1888-1893 : colonel Paul Amos
- 1894-1898 : colonel N.A. Marchal
- 1900-1902 : colonel A.G.E. Vialla
- 1903-1905 : colonel Justin Dennery
- 1910 : colonel Charles Auguste Henri Roques (*)
- 1915? : lieutenant-colonel Chardoillet
- 1917? : lieutenant-colonel Berthoin
- 1960 : lieutenant-colonel Dubos[réf. nécessaire]
- 1961 : chef de bataillon Chaix de Lavarene[réf. nécessaire]

 (*) Officiers ayant atteint le grade de général de brigade à la suite de leur passage à la tête du régiment 
Colonels tués ou blessés alors qu'ils commandaient le 128e RI :
- Colonel Metzinger : blessé le 31 juillet 1812
- lieutenant-colonel Chardoillet : tué le 6 octobre 1915

## Historique des garnisons, combats et bataille du128eRI de ligne

### Révolution et Empire
- Certaines informations devraient être mieux reliées aux sources mentionnées dans la bibliographie ou les liens externes. Améliorez sa vérifiabilité en les associant par des références. (Marqué depuis novembre 2020)
- Elle contient une ou plusieurs listes. Le texte gagnerait à être rédigé sous la forme d’un ou plusieurs paragraphes synthétiques, afin d’être plus agréable à lire. (Marqué depuis novembre 2020)
- Son texte doit être wikifié : il ne correspond pas à la mise en forme Wikipédia (style, typographie, liens internes, liens entre les wikis, etc.). (Marqué depuis novembre 2020)

- 1794 : La Roer

Fin juin 1795, les 1er et 3e bataillons la 38e demi-brigade, le 3e bataillon de la 128e demi-brigade, les 2e et 3e bataillons de la 176e demi-brigade, le 7e bataillon de volontaires de l'Yonne, le 3e régiment de dragons, le 21e régiment de chasseurs à cheval, la 27e division de gendarmerie  et des détachements des 2e, 3e et 6e régiments d'artillerie sont camp de Marly sous le ordres du général Baraguey d'Hilliers commandant de l'armée de Paris.

Fin juillet, les 1er et 3e bataillons la 38e demi-brigade, le 3e bataillon de la 128e demi-brigade, le 7e bataillon de volontaires de l'Yonne et le 2e bataillon de volontaires de l'Oise sont envoyés près de Laon, au camp du Trou-d'Enfer.

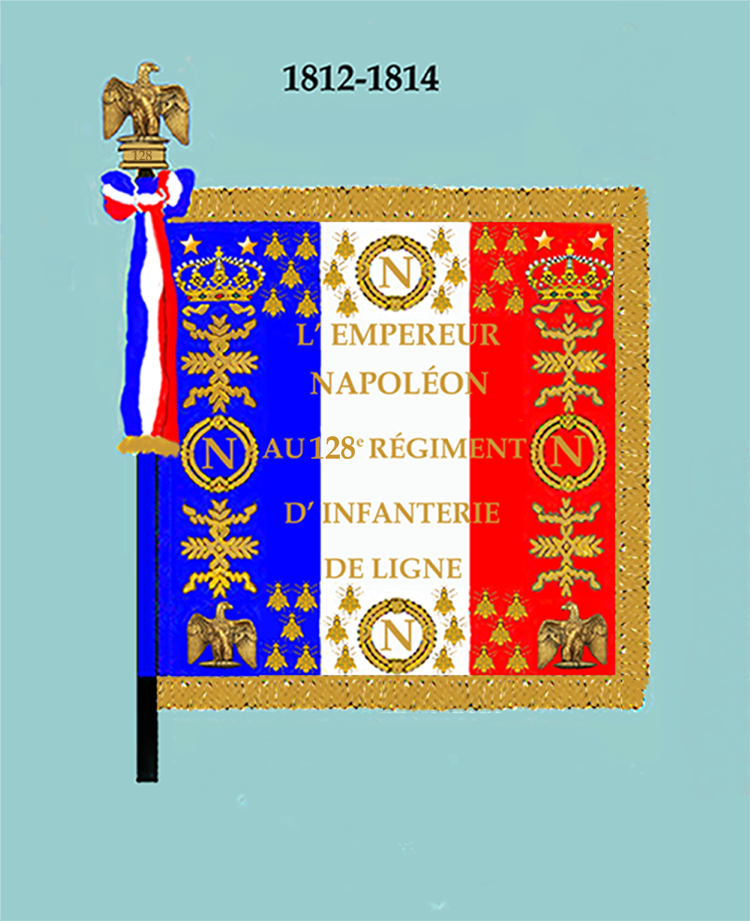
Drapeau modèle de 1812 (avers)
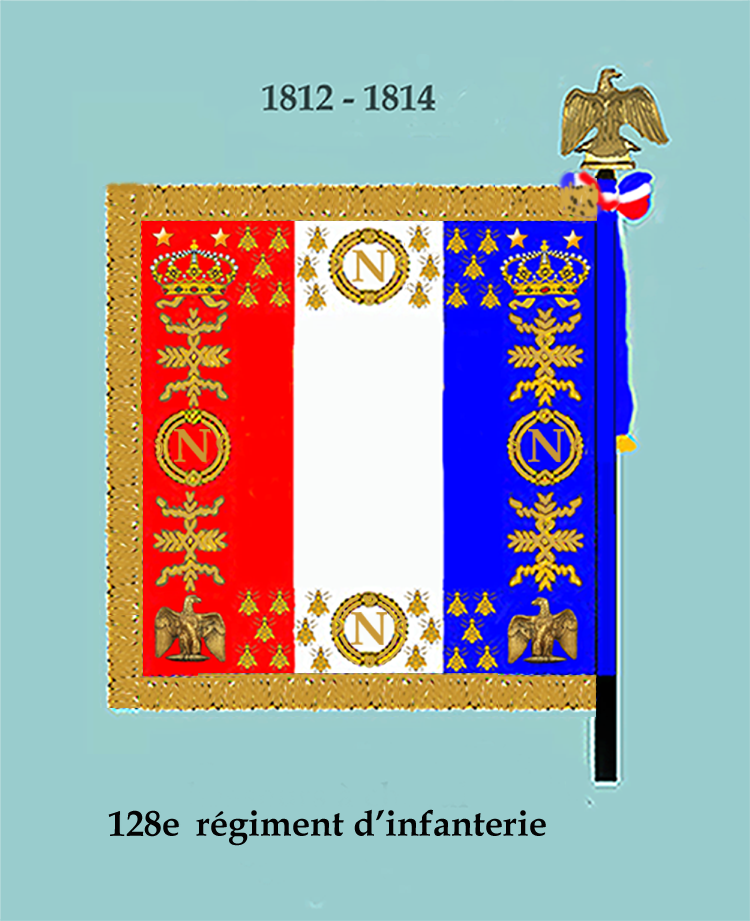
Drapeau modèle de 1812 (revers)

- 1812 : Jacobowo, Drissa, Polotsk, Smoliany, Borisow, et au passage de la Bérézina
- 1813 : Lützen, Bautzen, Custrin, et Wurtzbourg
- 1814 : Kehl

### 1870-1871

Uniforme de la Garde impériale (grenadier) en 1870, à l'origine du devenu.

Le 19 octobre 1870, le 28e régiment d'infanterie de marche est mis sur pied pour participer à la défense de Paris, selon un décret du 8 septembre 1870. Il amalgame des unités formées par les dépôts de la Garde impériale :
- le Ier bataillon est formé des trois 7e compagnies du 1er régiment de grenadiers, des trois 7e compagnies du 2e régiment de grenadiers et de la 7e compagnie du Ier bataillon du 3e régiment de grenadiers,
- le IIe bataillon est formé des deux 7e compagnies du 3e régiment de grenadiers, des trois 7e compagnies du 1er régiment de voltigeurs et des 7e compagnies des Ier et IIe bataillons du 2e régiment de voltigeurs,
- le IIIe bataillon est formé de la 7e compagnie du IIIe bataillon du 2e régiment de voltigeurs, des trois 7e compagnies du 3e régiment de voltigeurs et des trois 7e compagnies du 4e régiment de voltigeurs,
- le IVe bataillon est formé des 9e et 10e compagnies du bataillon de chasseurs à pied, des deux compagnies de dépôt du régiment de zouaves[4] et d'une compagnie issue de tirailleurs algériens évacués de Sedan[2],[5].

Il est renommé 128e régiment d'infanterie de ligne le 4 novembre (décret du 28 octobre). Par décret du 20 novembre le quatrième bataillon du régiment est supprimé. Les deux compagnies de zouaves et la compagnie de tirailleurs sont versées dans le 4e régiment de marche de zouaves, les deux compagnies de chasseurs à pied sont versées dans les 21e et 22e bataillons de marche de chasseurs à pied,,.
En mars 1871, le régiment est dissous. Les soldats du régiment sont répartis dans des régiments à Paris tandis que les officiers partent à Nantes remettre sur pied le 28e régiment d'infanterie.

### De 1873 à 1914
Recréé par décret du 28 septembre 1873,, il appartient à la 7e brigade de la 4e division d'infanterie du 2e corps d'armée. Il est en garnison à Abbeville.
En 1876, il passe à la 5e brigade de la 3e division d'infanterie.

### Première Guerre mondiale
- Certaines informations devraient être mieux reliées aux sources mentionnées dans la bibliographie ou les liens externes. Améliorez sa vérifiabilité en les associant par des références. (Marqué depuis novembre 2020)
- Elle contient une ou plusieurs listes. Le texte gagnerait à être rédigé sous la forme d’un ou plusieurs paragraphes synthétiques, afin d’être plus agréable à lire. (Marqué depuis novembre 2020)
- Son texte doit être wikifié : il ne correspond pas à la mise en forme Wikipédia (style, typographie, liens internes, liens entre les wikis, etc.). (Marqué depuis novembre 2020)

Affectation:
- 3e division d'infanterie d'août 1914 à novembre 1917
- 41e division d'infanterie de novembre 1917 à novembre 1918

#### 1914
- 27 août : retraite des IIIe et IVe Armées : Cesse
- 5 - 13 septembre : bataille de la Marne : Daucourt, Vienne-la-Ville, Servon

#### 1915

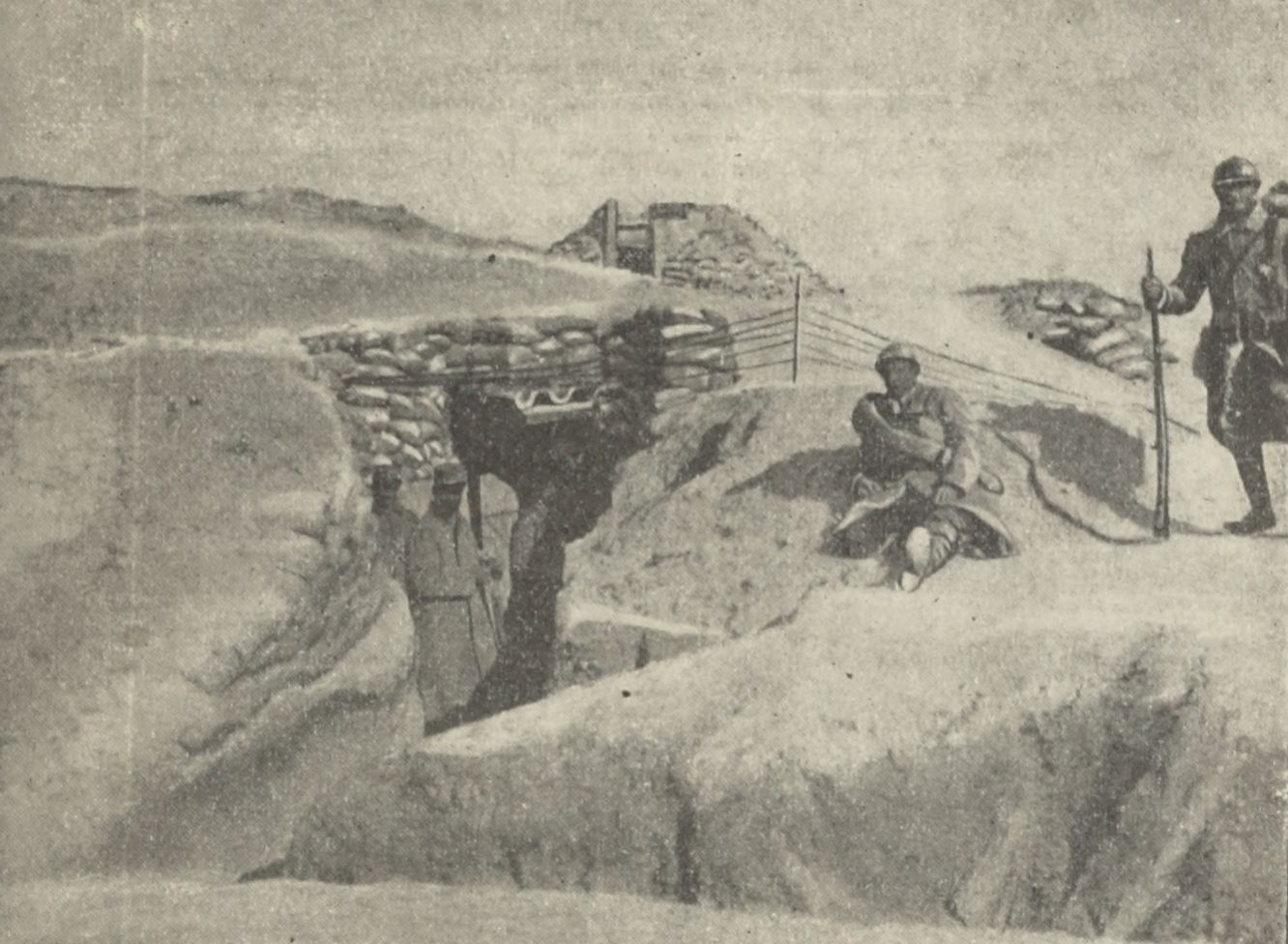
PC du régiment à Tahure en octobre 1915.

- offensive de la IVe Armée en Champagne : Beauséjour, Tranchée de Calonne

#### 1916
- Bataille de la Somme :
  - 16 août : Tranchée de Souville
  - 4 septembre : Tranchée de Gorizia

#### 1917
- 4 mai : Mont Spin
- 7-9 mai : Tranchée du Vampire

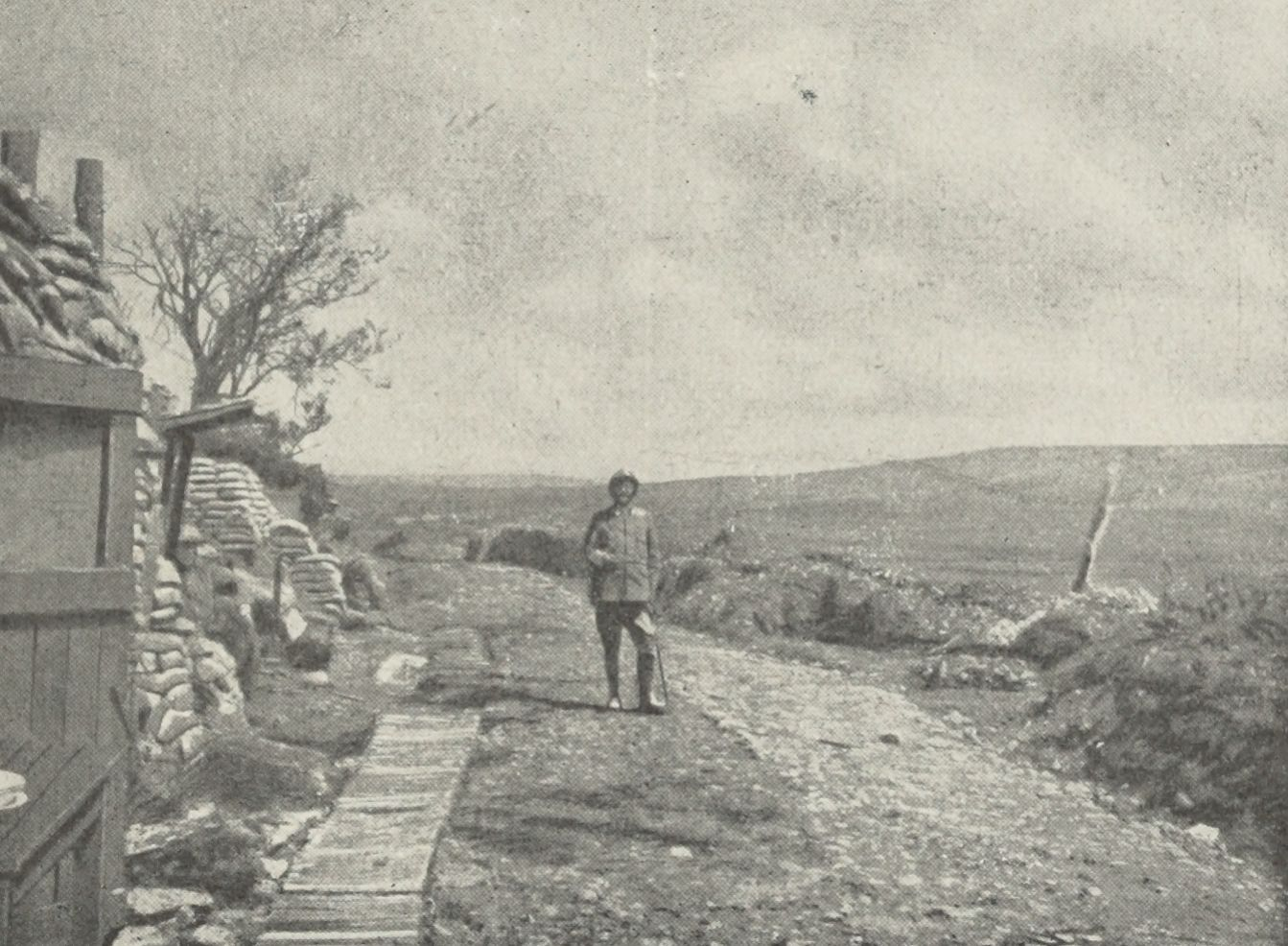
Le régiment sur la cote 304 le 24 août 1917.

- 24 août : Bataille de Verdun : Cote 304

#### 1918
- 20 mai : Locre
- Aisne : La Vesle, Oulchy-le-Château, Butte Chalmont, Saponay, Roulers et Audemars
- " Régiment d'une solidité à toute épreuve, qui a toujours eu une très belle attitude au feu." Général Passaga, 1918.

### Entre-deux-guerres
Le régiment est dissout le 16 février 1920, ses éléments formant le 3e bataillon du 72e RI à Abbeville.

### Seconde Guerre mondiale
Le régiment est reformé comme 128e régiment d'infanterie de forteresse (128e RIF) le 22 août 1939 au centre mobilisateur d'infanterie 63 Étain / Longuyon, à partir du 149e RIF. Il est rattaché au 42e corps d'armée de forteresse.

### De 1945 à nos jours

#### Guerre d'Algérie
De 1959 à 1962, le 128e bataillon est cantonné dans la zone de Sidi Bel Abbès, région militaire d'Oran. Le 128e bataillon fait partie de la 29e division d'infanterie (zone centre Oranais).
Au cessez-le-feu du 19 mars 1962 en Algérie, le 128°RI créé comme 91 autres régiments, les 114 unités de la Force Locale. (Accords d'Evian du 18 mars 1962) Le 128°RI forme une unité de la Force locale de l'ordre Algérienne, la 495°UFL-UFO composé de 10 % de militaires métropolitains et de 90 % de militaires musulmans, qui pendant la période transitoire devaient être au service de l'exécutif provisoire Algérien, jusqu'à l'indépendance de l'Algérie.

#### Après 1962
les couleurs et traditions du 128e RI ont été transférées au 30e groupement de camp (30eGTC) à Bitche. Une tradition concernant la remise de la fourragère au 128e RI : le contingent 08 (incorporation des nouveaux appelés au mois d'août) recevait la fourragère en septembre dans le village de Maurupt.
Le 30e GTC est dissous le 6 juin 2000.

## Drapeau

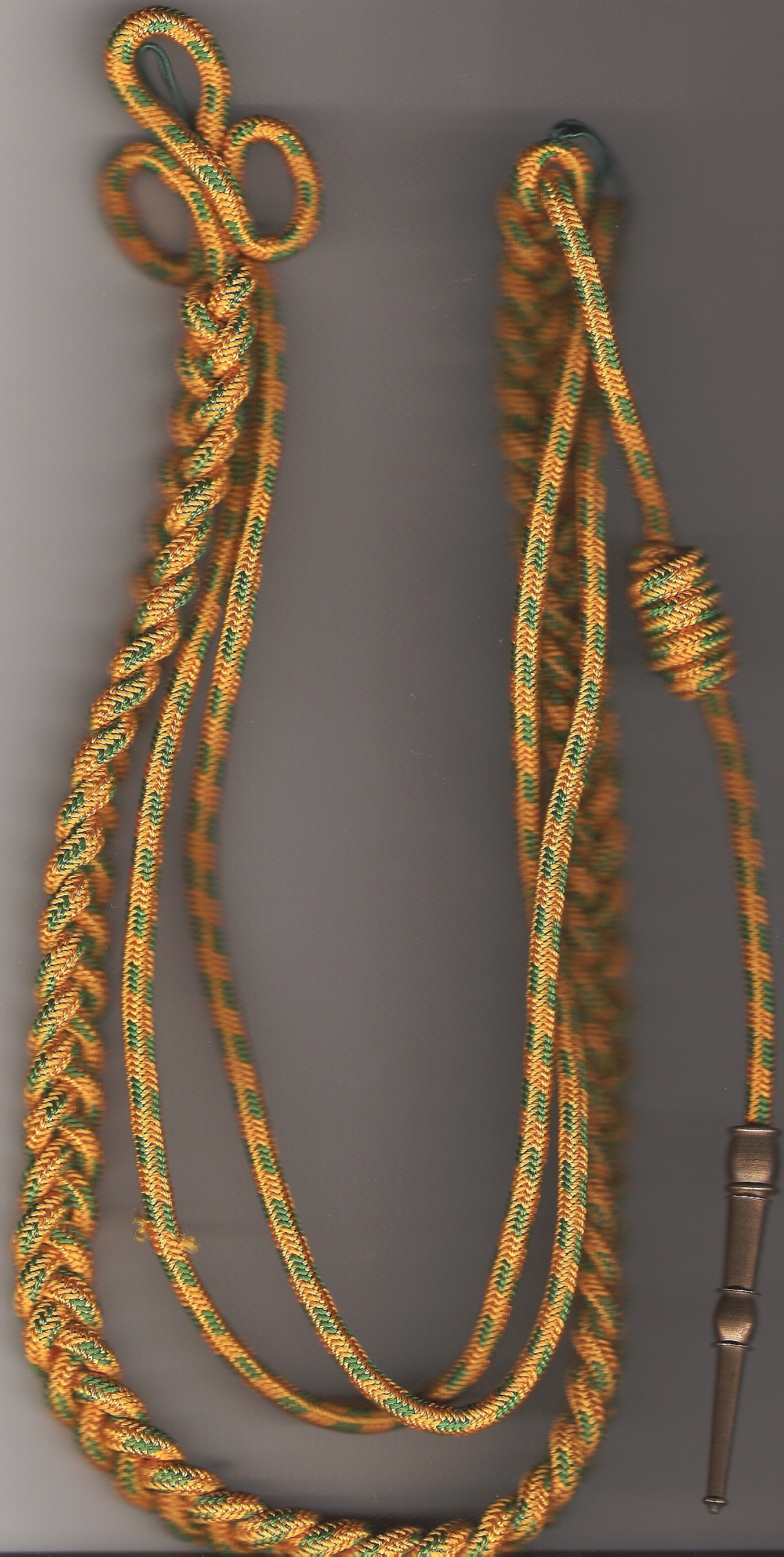
Fourragère aux couleurs du ruban de la Médaille Militaire.

Il porte, cousues en lettres d'or dans ses plis, les inscriptions suivantes :
- Polotsk 1812
- La Bérézina 1812
- Lützen 1813
- Bautzen 1813
- Maurupt 1914
- Tahure 1915
- Forêt de Retz 1918
- Roulers 1918

## Décorations

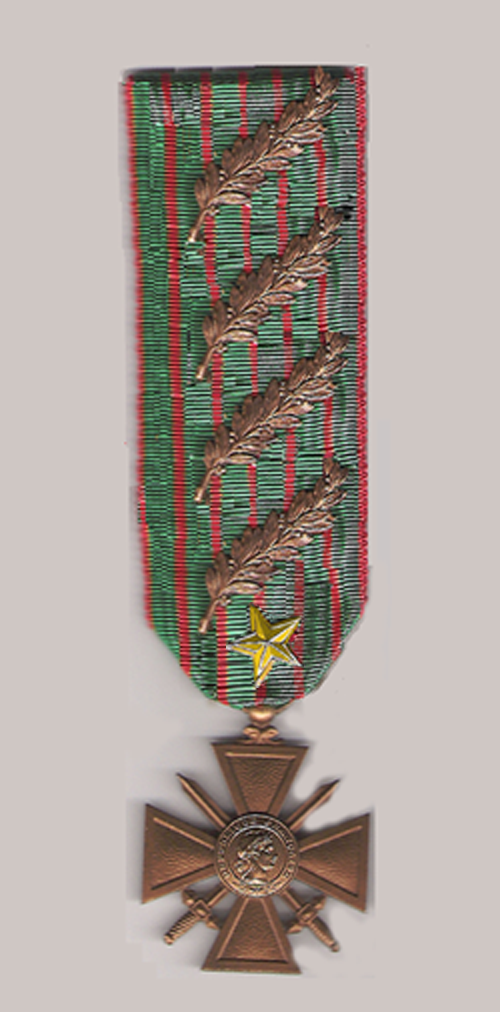
Croix de guerre 1914-1918.

Sa cravate est décorée de la Croix de Guerre 1914-1918 avec quatre citations à l'ordre de l'armée puis une à l'ordre de la division.
Il a le droit au port de la fourragère aux couleurs du ruban de la Médaille militaire décernée le 23 novembre 1918.

## Refrain
« Ah ! que c'est embêtant de coucher seul au régiment. »

## Personnalités ayant servi au128eRI
- Louis Bach (1883-1914), footballeur[19],[20]
- Robert Bassan (1888-1944), sergent de réserve au 218e RI en 1908[21] ;
- Aimé Bathelot (1916-1944), soldat au 218e RIF en 1940[22]
- Philippe Borrell (1890-1915), philosophe. Son nom est inscrit au Panthéon dans la liste des 560 écrivains morts pour la France.
- Charles Dessaint (1874-1941), soldat en 1914, conteur picard[23] ;
- Jacques Doriot (1898-1945), incorporé au 218e RI d'avril à septembre 1917[24]
- Victor Peralda (1889-1918), capitaine au 218e RI en 1914, tué en 1918
- Marius Touron (1882-1915), poète et charron. Son nom est inscrit au Panthéon parmi les 560 écrivains morts pour la France.